# Campeonato Argentino de Mayores 1977
El Campeonato Argentino de Mayores de 1977 fue la trigésimo-tercera edición del torneo de uniones regionales organizado por la Unión Argentina de Rugby. Se llevó a cabo entre el 4 de junio y el 10 de julio de 1977.
La sede de las fases finales fue la ciudad de Resistencia, Chaco, siendo organizada por primera vez por la Unión de Rugby del Nordeste. A partir de esta edición se reintrodujeron partidos definitorios por el tercer puesto, tanto en la fase final como en la primera fase.
Buenos Aires consiguió su décimo-quinto título, el décimo-segundo de forma consecutiva, luego de vencer a la Unión de Rugby de Rosario en la final por 15-13.

## Equipos participantes
Participaron de esta edición quince equipos: catorce uniones provinciales y la Unión Argentina de Rugby, representada por el equipo de Buenos Aires. 
| Equipo        | Unión                                                |
| ------------- | ---------------------------------------------------- |
| Alto Valle    | Unión de Rugby del Alto Valle de Río Negro y Neuquén |
| Buenos Aires  | Unión Argentina de Rugby                             |
| Chubut        | Unión de Rugby del Valle del Chubut                  |
| Córdoba       | Unión Cordobesa de Rugby                             |
| Cuyo          | Unión de Rugby de Cuyo                               |
| Jujuy         | Unión Jujeña de Rugby                                |
| Mar del Plata | Unión de Rugby de Mar del Plata                      |
| Nordeste      | Unión de Rugby del Nordeste                          |
| Rosario       | Unión de Rugby de Rosario                            |
| Salta         | Unión de Rugby de Salta                              |
| San Juan      | Unión Sanjuanina de Rugby                            |
| Santa Fe      | Unión Santafesina de Rugby                           |
| Sur           | Unión de Rugby del Sur                               |
| Tandil        | Unión Tandilense de Rugby                            |
| Tucumán       | Unión de Rugby de Tucumán                            |

La Unión de Rugby Austral fue la única unión regional afiliada que no participó del torneo.

## Primera fase

### Zona 1
La Unión Cordobesa de Rugby estuvo a cargo de la subsede de la Zona 1, con los encuentros disputándose en las instalaciones del Córdoba Athletic Club.
|  | Semifinales | Semifinales | Semifinales |      |         | Final        | Final        | Final        |  |
|  | 4 de junio  | 4 de junio  | 4 de junio  |      |         | 5 de junio   | 5 de junio   | 5 de junio   |  |
|  |             |             |             |      |         |              |              |              |  |
|  |             |             |             |      |         |              |              |              |  |
|  | Córdoba     | Córdoba     | 35          |      |         |              |              |              |  |
|  | Córdoba     | Córdoba     | 35          |      |         |              |              |              |  |
|  | San Juan    | San Juan    | 6           |      |         |              |              |              |  |
|  | San Juan    | San Juan    | 6           |      | Córdoba | Córdoba      | 3            |              |  |
|  |             |             |             |      | Córdoba | Córdoba      | 3            |              |  |
|  |             |             | Cuyo        | Cuyo | 23      |              |              |              |  |
|  | Cuyo        | Cuyo        | Cuyo        | Cuyo | 23      | 72           |              |              |  |
|  | Cuyo        | Cuyo        |             |      |         | 72           |              |              |  |
|  | Alto Valle  | Alto Valle  | 6           |      |         | Tercer lugar | Tercer lugar | Tercer lugar |  |
|  | Alto Valle  | Alto Valle  | 6           |      |         | Tercer lugar | Tercer lugar | Tercer lugar |  |
|  |             |             |             |      |         |              |              |              |  |
|  |             |             |             |      |         | San Juan     | San Juan     | 16           |  |
|  |             |             |             |      |         | San Juan     | San Juan     | 16           |  |
|  |             |             |             |      |         | Alto Valle   | Alto Valle   | 6            |  |
|  |             |             |             |      |         | Alto Valle   | Alto Valle   | 6            |  |
|  |             |             |             |      |         |              |              |              |  |

| 4 de junio | Córdoba | 35 - 6  | San Juan | Córdoba Athletic Club, Córdoba |  |
|            |         | Reporte |          |                                |  |

| 4 de junio | Cuyo | 72 - 6  | Alto Valle | Córdoba Athletic Club, Córdoba |                            |
|            |      | Reporte |            | Árbitro(s): Mario Camedrio     | Árbitro(s): Mario Camedrio |

| 5 de junio | San Juan | 16 - 6  | Alto Valle | Córdoba Athletic Club, Córdoba |  |
|            |          | Reporte |            |                                |  |

| 5 de junio | Córdoba | 3 - 23  | Cuyo | Córdoba Athletic Club, Córdoba |  |
|            |         | Reporte |      |                                |  |

### Zona 2
La Unión de Rugby de Tucumán estuvo a cargo de la subsede de la Zona 2.
|  | Semifinales | Semifinales | Semifinales |       |         | Final      | Final      | Final      |  |
|  | 4 de junio  | 4 de junio  | 4 de junio  |       |         | 5 de junio | 5 de junio | 5 de junio |  |
|  |             |             |             |       |         |            |            |            |  |
|  |             |             |             |       |         |            |            |            |  |
|  | Tucumán     | Tucumán     | 63          |       |         |            |            |            |  |
|  | Tucumán     | Tucumán     | 63          |       |         |            |            |            |  |
|  | Jujuy       | Jujuy       | 13          |       |         |            |            |            |  |
|  | Jujuy       | Jujuy       | 13          |       | Tucumán | Tucumán    | 22         |            |  |
|  |             |             |             |       | Tucumán | Tucumán    | 22         |            |  |
|  |             |             | Salta       | Salta | 15      |            |            |            |  |
|  |             |             | Salta       | Salta | 15      |            |            |            |  |
|  |             |             |             |       |         |            |            |            |  |
|  |             |             |             |       |         |            |            |            |  |
|  |             |             |             |       |         |            |            |            |  |
|  |             |             |             |       |         |            |            |            |  |

| 4 de junio | Tucumán | 63 - 13 | Jujuy | Tucumán,                                     |                                              |
|            |         | Reporte |       | Árbitro(s): Manuel Peralta Ramírez (Córdoba) | Árbitro(s): Manuel Peralta Ramírez (Córdoba) |

| 5 de junio | Tucumán | 22 - 15 | Salta | Tucumán,                                     |                                              |
|            |         | Reporte |       | Árbitro(s): Manuel Peralta Ramírez (Córdoba) | Árbitro(s): Manuel Peralta Ramírez (Córdoba) |

### Zona 3
La Unión de Rugby de Mar del Plata estuvo a cargo de la subsede de la Zona 3, con los encuentros disputándose en el Parque Camet.
|  | Semifinales   | Semifinales   | Semifinales |         |               | Final         | Final        | Final        |  |
|  | 4 de junio    | 4 de junio    | 4 de junio  |         |               | 5 de junio    | 5 de junio   | 5 de junio   |  |
|  |               |               |             |         |               |               |              |              |  |
|  |               |               |             |         |               |               |              |              |  |
|  | Mar del Plata | Mar del Plata | 30          |         |               |               |              |              |  |
|  | Mar del Plata | Mar del Plata | 30          |         |               |               |              |              |  |
|  | Santa Fe      | Santa Fe      | 3           |         |               |               |              |              |  |
|  | Santa Fe      | Santa Fe      | 3           |         | Mar del Plata | Mar del Plata | 0            |              |  |
|  |               |               |             |         | Mar del Plata | Mar del Plata | 0            |              |  |
|  |               |               | Rosario     | Rosario | 26            |               |              |              |  |
|  | Rosario       | Rosario       | Rosario     | Rosario | 26            | 55            |              |              |  |
|  | Rosario       | Rosario       |             |         |               | 55            |              |              |  |
|  | Tandil        | Tandil        | 6           |         |               | Tercer lugar  | Tercer lugar | Tercer lugar |  |
|  | Tandil        | Tandil        | 6           |         |               | Tercer lugar  | Tercer lugar | Tercer lugar |  |
|  |               |               |             |         |               |               |              |              |  |
|  |               |               |             |         |               | Santa Fe      | Santa Fe     | 47           |  |
|  |               |               |             |         |               | Santa Fe      | Santa Fe     | 47           |  |
|  |               |               |             |         |               | Tandil        | Tandil       | 14           |  |
|  |               |               |             |         |               | Tandil        | Tandil       | 14           |  |
|  |               |               |             |         |               |               |              |              |  |

| 4 de junio | Mar del Plata | 30 - 3  | Santa Fe | Parque Camet, Mar del Plata             |                                         |
|            |               | Reporte |          | Árbitro(s): Eduardo Niño (Buenos Aires) | Árbitro(s): Eduardo Niño (Buenos Aires) |

| 4 de junio | Rosario | 55 - 6  | Tandil | Parque Camet, Mar del Plata                |                                            |
|            |         | Reporte |        | Árbitro(s): Alberto Roldán (Mar del Plata) | Árbitro(s): Alberto Roldán (Mar del Plata) |

| 5 de junio | Santa Fe | 47 - 14 | Tandil | Parque Camet, Mar del Plata |  |
|            |          | Reporte |        |                             |  |

| 5 de junio | Mar del Plata | 0 - 26  | Rosario | Parque Camet, Mar del Plata             |                                         |
|            |               | Reporte |         | Árbitro(s): Eduardo Niño (Buenos Aires) | Árbitro(s): Eduardo Niño (Buenos Aires) |

### Zona 4
La Unión de Rugby del Sur estuvo a cargo de la subsede de la Zona 4, con los encuentros disputándose en la ciudad de Bahía Blanca.
|  | Semifinales  | Semifinales  | Semifinales |     |              | Final        | Final       | Final       |  |
|  | 19 de junio  | 19 de junio  | 19 de junio |     |              | 20 de junio  | 20 de junio | 20 de junio |  |
|  |              |              |             |     |              |              |             |             |  |
|  |              |              |             |     |              |              |             |             |  |
|  | Buenos Aires | Buenos Aires | 26          |     |              |              |             |             |  |
|  | Buenos Aires | Buenos Aires | 26          |     |              |              |             |             |  |
|  | Chubut       | Chubut       | 0           |     |              |              |             |             |  |
|  | Chubut       | Chubut       | 0           |     | Buenos Aires | Buenos Aires | 58          |             |  |
|  |              |              |             |     | Buenos Aires | Buenos Aires | 58          |             |  |
|  |              |              | Sur         | Sur | 7            |              |             |             |  |
|  |              |              | Sur         | Sur | 7            |              |             |             |  |
|  |              |              |             |     |              |              |             |             |  |
|  |              |              |             |     |              |              |             |             |  |
|  |              |              |             |     |              |              |             |             |  |
|  |              |              |             |     |              |              |             |             |  |

| 19 de junio | Buenos Aires | 26 - 0  | Chubut | Bahía Blanca,                      |                                    |
|             |              | Reporte |        | Árbitro(s): Clérici (Bahía Blanca) | Árbitro(s): Clérici (Bahía Blanca) |

| 20 de junio | Buenos Aires | 58 - 7  | Sur | Bahía Blanca,                          |                                        |
|             |              | Reporte |     | Árbitro(s): Tomás Greig (Bahía Blanca) | Árbitro(s): Tomás Greig (Bahía Blanca) |

## Cuartos de final
El encuentro interzonal clasificatorio para las semifinales del torneo enfrentó a los ganadores las zonas 2 y 3, la Unión de Rugby de Rosario y la Unión de Rugby de Tucumán. El encuentro se disputó en las instalaciones del Old Resian Club de Rosario.
| 27 de junio | Rosario | 19 - 10 | Tucumán | Old Resian Club, Rosario                |                                         |
|             |         | Reporte |         | Árbitro(s): Miguel Ortiz (Buenos Aires) | Árbitro(s): Miguel Ortiz (Buenos Aires) |

## Fase final
La Unión de Rugby del Nordeste clasificó directamente a semifinales por ser sede de las fases finales. Los encuentro se llevaron a cabo en las instalaciones del Club Universitario de Rugby del Nordeste.
|  | Semifinales  | Semifinales  | Semifinales  |              |         | Final        | Final        | Final        |  |
|  | 9 de julio   | 9 de julio   | 9 de julio   |              |         | 10 de julio  | 10 de julio  | 10 de julio  |  |
|  |              |              |              |              |         |              |              |              |  |
|  |              |              |              |              |         |              |              |              |  |
|  | Cuyo         | Cuyo         | 6            |              |         |              |              |              |  |
|  | Cuyo         | Cuyo         | 6            |              |         |              |              |              |  |
|  | Rosario      | Rosario      | 25           |              |         |              |              |              |  |
|  | Rosario      | Rosario      | 25           |              | Rosario | Rosario      | 13           |              |  |
|  |              |              |              |              | Rosario | Rosario      | 13           |              |  |
|  |              |              | Buenos Aires | Buenos Aires | 15      |              |              |              |  |
|  | Buenos Aires | Buenos Aires | Buenos Aires | Buenos Aires | 15      | 39           |              |              |  |
|  | Buenos Aires | Buenos Aires |              |              |         | 39           |              |              |  |
|  | Nordeste     | Nordeste     | 6            |              |         | Tercer lugar | Tercer lugar | Tercer lugar |  |
|  | Nordeste     | Nordeste     | 6            |              |         | Tercer lugar | Tercer lugar | Tercer lugar |  |
|  |              |              |              |              |         |              |              |              |  |
|  |              |              |              |              |         | Cuyo         | Cuyo         | 45           |  |
|  |              |              |              |              |         | Cuyo         | Cuyo         | 45           |  |
|  |              |              |              |              |         | Nordeste     | Nordeste     | 12           |  |
|  |              |              |              |              |         | Nordeste     | Nordeste     | 12           |  |
|  |              |              |              |              |         |              |              |              |  |

### Semifinales
| 9 de julio | Cuyo | 6 - 25  | Rosario | CURNE, Resistencia                        |                                           |
|            |      | Reporte |         | Árbitro(s): Douglas R. Ker (Buenos Aires) | Árbitro(s): Douglas R. Ker (Buenos Aires) |

| 9 de julio | Buenos Aires | 39 - 6  | Nordeste | CURNE, Resistencia                       |                                          |
|            |              | Reporte |          | Árbitro(s): Fernando Malmierca (Tucumán) | Árbitro(s): Fernando Malmierca (Tucumán) |

### Tercer puesto
| 10 de julio | Cuyo | 45 - 12 | Nordeste | CURNE, Resistencia                        |                                           |
|             |      | Reporte |          | Árbitro(s): Douglas R. Ker (Buenos Aires) | Árbitro(s): Douglas R. Ker (Buenos Aires) |

### Final
| 10 de julio | Rosario | 13 - 15 | Buenos Aires | CURNE, Resistencia                       |                                          |
|             |         | Reporte |              | Árbitro(s): Fernando Malmierca (Tucumán) | Árbitro(s): Fernando Malmierca (Tucumán) |

|                      |
| Buenos Aires Campeón |
| Décimo-quinto título |